# フランク・コンラッド
フランク・コンラッド（Frank Conrad、1874年5月4日 - 1941年12月10日）は、ウェスティングハウス電気製造会社の無線技術者であり、同社が世界初の商業放送局（呼出符号：KDKA）を開設するきっかけを与え、また技術面からその開局を先導した。その後は短波による番組中継の分野を切り拓き、短波実用化の功績でエジソン・メダルを受賞した。

## 無線との出会い

### 生い立ち
フランク・コンラッドは1874年5月4日、ペンシルバニア州ピッツバーグに鉄道整備士の息子として生まれた。彼は技術に関する高等教育を受けることなく、1890年に16歳で地元のウェスティングハウス電気製造会社に就職した。鉄道用空気ブレーキの発明で財を成した創業者ジョージ・ウェスティングハウスはニコラ・テスラと共に交流システムを主張し、トーマス・エジソン（直流システム）との電流戦争に勝利したことでも知られている。
コンラッドはとても勤勉で努力家だった。23歳のときに検査部門へ配属され、アーク灯や交流電流計、交流電力計の改良を手がけると、本能的な才能が開花し、いくつもの特許を得るまでになった。1904年にGeneral Engineer、1921年には Assistant Chief Engineer に昇格した。

### タイムシグナルを受信する

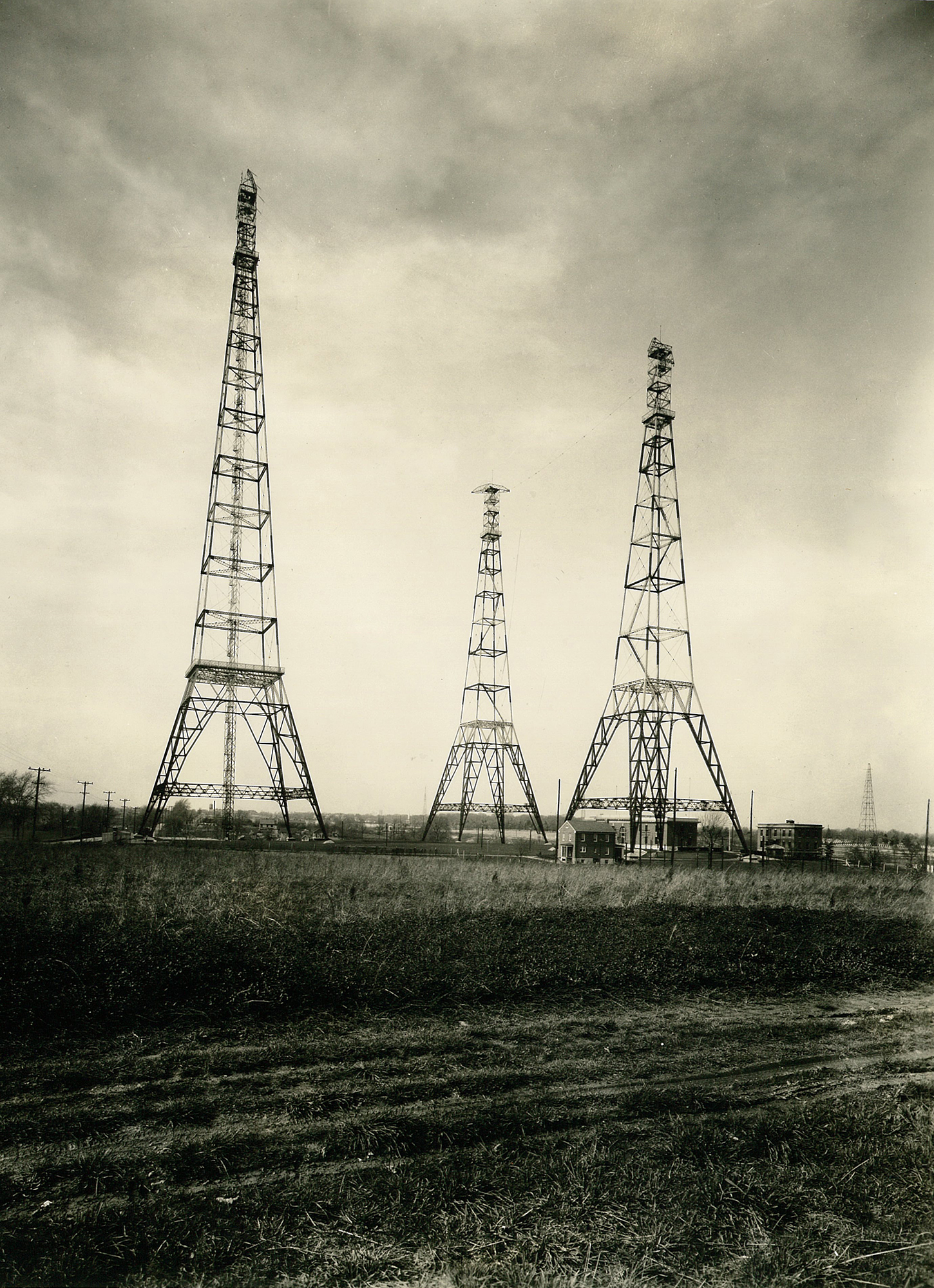
米海軍アーリントン無線局NAA（1913）

1912年10月28日、バージニア州にあるアメリカ海軍のアーリントン無線局（呼出符号：NAA）が、海軍天文台の信号を使って正確なタイムシグナルを定時発射するようになった。
1915年、コンラッドと同僚トーマス・パーキンズは昼食の後、お互いの時計で仕事に戻るまでの時間を確認したところ、二人の時計の針は少し違っていた。同僚の時計はまだ新しく、自分の時計が正しいと主張した。コンラッドの時計は古く、安いモデルだったが会社のマスター時計で毎日較正していた。当時ウェスティングハウス電気製造社では、ウエスタンユニオン会社より有線での時刻配信サービスを受けて、会社のマスター時計を合わせていたのである。二人は自分の時計の正確さに5ドルを賭けたが、この正確さに関する議論は決着しなかった。
やがてコンランドは有線で配信されてくるタイムシグナルにはディレイが含まれているのではないかと疑問を抱くようになった。そこでアーリントン海軍局NAAのタイムシグナルのことを知ると、その長波受信機の研究に没頭し、それを完成させた。そしてコンラッドはこれに自分の時計を合わせて、この賭けに勝った。コンラッドが無線電信に魅了されるきっかけとなったのは、このアーリントン海軍局NAAの受信機を組み立てたことだった。

## 軍需産業（無線）へ参入

### 実験局8XKによる実験
それまで無線には縁がなかったコンラッドだが、現場のたたき上げとして電気に関する知識を十分身に付けていたため、彼はこの分野でもめきめきと頭角を現した。無線分野への事業進出を念頭に、会社はコンラッドの無線実験には協力的だった。
1916年7月、電波を管理する商務省電波局より実験局8XKのライセンスを得た。アマチュア無線局の場合、波長200mより長い電波（1,500kHzより低い周波数）を使うことが認められないため、コンラッドは波長制限を受けない実験局を選んだ。
| 局種             | コールサイン     |
| ---------------- | ---------------- |
| アマチュア局     | 地域番号＋AA～WZ |
| 実験局           | 地域番号＋XA～XZ |
| 無線訓練学校局   | 地域番号＋YA～YZ |
| 特別アマチュア局 | 地域番号＋ZA～ZZ |

コンラッドの実験局8XKは中波の波長450m（周波数670kHz）、長波の波長2000m（周波数150kHz）、および「波長Variable（可変）」が認められた。そしてピッツバーグのウィルキンスバーグにある自宅ガレージに20Wの送信機を設置し、8kmほど離れた会社の東ピッツバーグの工場に受信機を置いて無線実験を繰り返した。

### 軍用無線機の設計と製造
1914年に勃発した第一次世界大戦では中立の立場を取っていたアメリカだったが、1917年4月になり参戦した。ウェスティングハウス電気製造会社は軍へ真空管を供給するほか、アメリカ陸軍通信隊より移動用送信機75台（SCR-69型）と移動用受信機150台（SCR-70型）の設計と製造を受注した。商務省標準局より元陸軍信号隊の技術者ドナルド・G・リトルがこの設計を支援するためにウェスティングハウス社へ移籍してきた。コンラッドはこの時、真空管の使用法を完全にマスターした。SCR-69はリトルとコンラッドが、SCR-70はコンラッドが一人で担当し完成させた。このほか同社では海軍より受信機（SE-1012A型、SE-1414型）の開発と製造を受注している。

### 民需への転換に失敗
戦争の終結が近くなり、会社は軍用無線機の需要が止まる前に、民需転換を模索した。そして有線を引けない場所での通信に着目し、大きな貿易港での港湾運送業務に売り込もうとした。業務連絡用の無線電話システムである。
ニューヨーク港で港湾運送業を行っていたニューヨーク・ニューヘイブン・アンド・ハートフォード鉄道のタグボートとハーレム川岸（ハーレム125丁目）にあったターミナル間で波長500m（周波数600kHz）の無線電話を試験した。しかし小型のタグボートには短いアンテナしか張れず、通信圏はせいぜい1マイル（1.6km）で、採用には至らなかった。この試験は完全に失敗だった。
次に同じ600kHzの無線機セットをニューヨークの玄関口ブルックリンにある国際無線電信会社のブッシュ・ターミナルに設置し、もうひとつは毎晩ボストンへ向かうフォールリバー・ライン社の蒸気船に設置して試したが、このときには大きなアンテナを使えたため最大100マイル（160km）ほど連絡できた。これは船舶局へニュース放送を行うことを目指したものだったが、船会社の賛同を得る事ができず頓挫してしまった。コンラッドらの無線機開発チームは解散となり、メンバーは社内各所へ配置転換となった。

## 放送実験からKDKAの立ち上げまで

### 実験局8XKによる放送

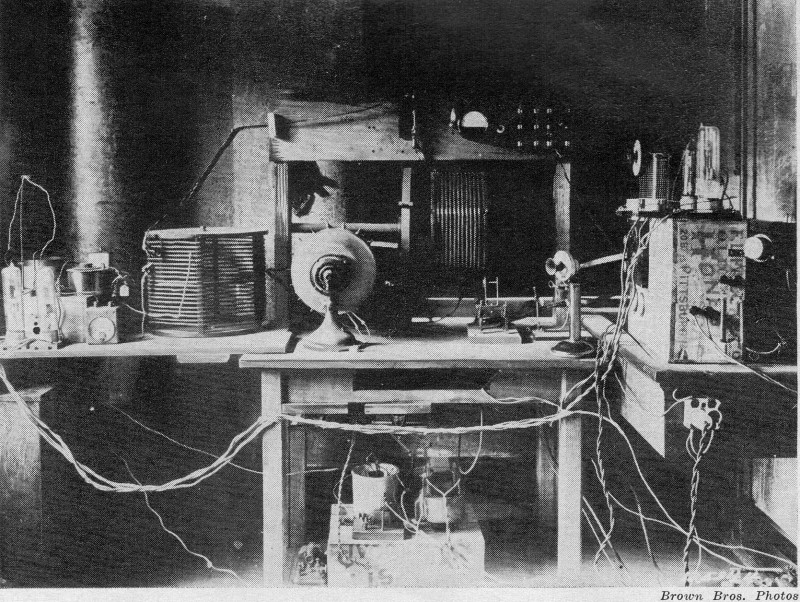
中波ラジオ[1,200kHz]の実験放送8XK（1920）

終戦で民間無線の戦時制限が解かれたため、コンラッドは1920年4月に実験局8XKの再許可を得た。中波の波長250m（1200kHz）100W無線電話送信機を組み立てて定時送信を開始し、その受信を500km離れたボストン在住のJames C. Ramseyに依頼した。まもなくコンラッドの定時送信はアマチュア無線家たちの間で評判となり、ついにアマチュア団体ARRLの機関紙QSTで紹介された。同時に、この号の表紙写真にも採用されている。コンラッドはアマチュア無線家ではなかったが当時のアマチュア無線家は実験局（Xコール）、無線訓練学校局（Yコール）、特別アマチュア局（Zコール）とも自由に交信することが認められていたため、お互いの垣根意識は極めて低く、同じ無線実験仲間として交流していた。
アマチュア無線家のリスナーより受信報告や演奏曲のリクエストが続々と届くようになると、実験局8XKで放送する自前のレコードが足りなくなり、コンラッドは地元のハミルトン音楽店にレコードの貸し出しを交渉してみた。そして『いま掛けたレコードはハミルトン音楽店で販売しています』とアナウンスすることを条件に無償提供を受けることに成功した。コンラッドがアナウンスしたレコードと、そうでないものではレコード店の販売枚数に差がついたという。

### デイビス副社長のひらめき
デイビス副社長（Harry P. Davis）は1891年に入社したウェスティングハウス電気製造会社の技術者で、1911年に技術担当副社長に抜擢された。
1920年9月29日、ピッツバーグの新聞The Pittsburgh PressやThe Pittsburgh Sunにあるジョセフ・ホーン百貨店の広告ページ”ホーン・デイリー・ニュース”に「Air Concert "Picked Up" By Radio Here」というタイトルの広告がのった。
『木曜夜10時頃から20分ほど、ウィルキンズバーグのフランク・コンランドさんが無線で音楽コンサートを定期放送しています。当店ではこれを聴ける完成品受信機を10ドルからの価格で展示販売中です。 （西・地下売り場）』 （The Pittsburgh Press　Sep.29,1920　p11の広告文を日本語で要約したもの）
売出し中の受信機はウェスティングハウス電気製造会社の製品ではなかった。デイビス副社長はコンラッドが自宅から無線電話の定期放送をしていることは知っていたが、それが受信機の販売ビジネスにつながるとは考えてなかったため、この広告を見て驚いた。デイビス副社長はさっそくコンラッドら元無線機チームを召集して、良い音楽レコードを提供すれば蓄音機が売れるように、我々が良い番組を提供すれば受信機が売れるはずだと皆に説いた。これはコマーシャルによる広告放送モデルではなく、受信機を販売するためのソフトウェア（番組コンテンツ）の提供だった。
そしてデイビス副社長はコンラッドをはじめとする集められた一同に、11月2日に行われる合衆国大統領選挙において、ハーディング候補対コックス候補の開票速報が放送可能かを問うと、皆はできると断言した。こうして放送用100W送信機の設計・製作に着手し、あわせて東ピッツバーグ工場の屋上に掘立て小屋のスタジオと送信アンテナの建設がはじまった。

### ラジオKDKAの開局と番組開発
1920年11月2日の20時、世界初の商業ラジオ放送局といわれるKDKAが放送を開始した。ピッツバーグ・ポスト社から入ってくる開票数字を広報部のローゼンバーグが読み上げ、速報と速報の間はレコード音楽でつなぎながら、真夜中過ぎまで続いた。当日の技術面はドナルド・G・リトルが仕切り、コンラッドは緊急事態に備え自宅の予備機（8XK送信機）の前で待機していた。受信機が設置された教会や会社幹部宅に大勢の人が集まりこれを聴いた。放送は大成功だった。
KDKAは一般リスナーを増やすために、講演中継、劇場中継、スポーツ中継など様々な番組開発を行った。また21:30の放送終了後、KDKAリスナーが時計の時刻を合わせられるように21:55-22:00の5分間、NAAのタイムシグナルを放送した。ある意味これが長波から中波への中継放送といえるかもしれない。またレコード演奏の放送ばかりだと、その音質は蓄音機で直接聴く方が良いため、ウェスティングハウス社従業員クラブの吹奏楽団による生演奏を織り交ぜることにした。さらに1921年12月から週刊番組ガイド誌の元祖である『Radio Broadcasting News 』を出版し、向こう1週間の放送予定番組とその聴きどころなどを紹介し、リスナーの拡大に努めた。
中でも大勢の人々の関心を集めた番組は、1921年1月2日の朝から始まった日曜礼拝中継で、この番組は「Church Services（礼拝）」と呼ばれた。ピッツバーグ市内の教会とKDKAのスタジオ間に敷設した専用線を経由して日曜礼拝を生中継したのである。その結果、礼拝に行きたくても体が不自由だったり、何かの都合で家を空けられない人などから、このサービスを絶賛する礼状が毎日束になってKDKAに届いたという。この「Church Services」がウェスティングハウス電気製造会社のラジオ受信機の売れ行きにはずみを付けた。

## 短波の開拓

### 系列局への配信経費問題
そしてまたウェスティングハウス電気製造会社はラジオ受信機の販売台数を伸ばすために放送エリアの拡大にも努めている。1921年9月19日にマサチューセッツ州スプリングフィールドでWBZ、同年10月1日にニュージャージー州ニューアークでWJZ、同年11月11日にイリノイ州シカゴでKYWが本放送を始めた。コンラッドはこれら系列局の建設中の頃から、番組を配信する時に発生する有線通信会社AT&Tの電話回線料金が高く、これを無線中継で回避することを考えていた。
| 開局           | 所在地（州）                               | コールサイン | 周波数 |
| -------------- | ------------------------------------------ | ------------ | ------ |
| 1920年11月2日  | ピッツバーグ（ペンシルバニア州） 親局      | KDKA         | 833kHz |
| 1921年9月19日  | スプリングフィールド（マサチューセッツ州） | WBZ          | 833kHz |
| 1921年10月1日  | ニューアーク（ニュージャージー州）         | WJZ          | 833kHz |
| 1921年11月11日 | シカゴ（イリノイ州）                       | KYW          | 833kHz |

しかし当時の商務省の方針により、商務省はすべての商業ラジオ局に同じ波長360m（833kHz）を割り当てていたため無線中継は不可能だった。親局の833kHzを受けて、それを833kHzで再送信することはできないからだ。

### 短波伝搬実験（1921年春）
コンラッドは長波や中波の無線局の高調波成分を短波で受けてみると、空電妨害が少ない分、良好に受信できるケースがあることに気付いていた。
1921年春、中波360m（周波数833kHz）のKDKAの番組音声を、実験局8XKの短波100m（周波数3MHz）でサイマル送信し、各地で受信状況を調査した。するとボストンなどいくつかの地区では短波の方が強く受かったのである。
そこで波長と電界強度の関係を明らかにするために、マサチューセッツ工科大学の実験局1XMと、J. R. Decker氏 のアマチュア局1RDおよび少し遅れてJames C. Ramsey氏の実験局1XAの3局に協力を要請した。いずれもボストンの無線局である。そしてコンラッドがピッツバーグで待機し、3局には1MHzから3MHz付近まで送信周波数を少しずつ上げながら発射してもらったところ、1RDと1XAの電波は波長が短いほど強く受かるという結果を得た。コンラッドは後年、この短波伝搬実験を無線技術者学会IREで発表している。

### 短波放送バンド
1922年2月27日から3月2日、フーバー商務長官の呼び掛けで、全米の電波利害関係組織が召集されて第一回国内無線会議が開かれた。当初より権益の主張合戦となっていたが、3MHzまでの「業務別周波数分配案」の合意になんとか漕ぎ着けた。そこより放送サービスを抜粋したものが下表である。
米国では1920年1月17日よりワシントンD.C.アナスコティアにある海軍飛行場から、海軍省が娯楽音楽放送 NOF を行っていた。まだこの会議（1922年2月）の時点では国営放送等のさらなる拡充が予定されていたため、Government Broadcastingに多くの周波数が割かれた。米国のラジオ史においては、KDKAのような民間企業の商業放送より、いわゆる国営放送の方が僅かだが先行していたのである。
さて民間企業の商業放送には中波618-1,052kHzと短波2.0-3.0MHzの２つのバンドが勧告された。
| 周波数帯       | 局種                                                                                                |
| -------------- | --------------------------------------------------------------------------------------------------- |
| 146-162kHz     | Government broadcasting （海軍慰安放送や連邦政府放送）                                              |
| 200-285.7kHz   | Government & Public broadcasting （海軍慰安放送、連邦政府放送。および州政府、大学等による公共放送） |
| 400-462kHz     | Government & Public broadcasting （海軍慰安放送、連邦政府放送。および州政府、大学等による公共放送） |
| 606-618kHz     | Government & Public broadcasting （海軍慰安放送、連邦政府放送。および州政府、大学等による公共放送） |
| 618-1,052kHz   | Private & Toll broadcasting （商業放送と有料放送）                                                  |
| 1,052-1,091kHz | City & State Public Safety broadcasting （州政府、大都市が行う災害緊急放送）                        |
| 2.0-3.0MHz     | Private & Toll broadcasting （商業放送と有料放送）                                                  |

コンラッドはこの新しい放送バンド2.0-3.0MHzを番組中継用に利用しようと考えていたが、あまりにも急激にラジオ放送局数が増加していたため、この勧告案はすぐに陳腐化しまいその実施が見送られていた。さらに1923年1月3日、アナコスティア海軍航空局NOFは本来の航空無線の研究に専念することとなり、娯楽放送を終了した。

#### バンドプランの改正
1923年3月に再び召集された第二回国内無線会議で、放送バンドは550-1,040kHz（A級放送局）と、1,050-1,350kHz（B級放送局）に集約する新しい勧告案が採択された。アメリカでいわゆる国営放送や州営放送が見送られたのはこの会議だった。
また長波ラジオ放送が断念され、2.0MHz以上の短波帯を「Reserved」とするなか、2.100MHzと2.300MHzの2波だけは「Government」とした。
| 周波数帯       | 局種                                                           |
| -------------- | -------------------------------------------------------------- |
| 550-1,040kHz   | Class A broadcasting （クラスA 放送）                          |
| 1,050-1,350kHz | Class B broadcasting （クラスB 放送）                          |
| 2.0-2.1MHz     | Reserve （業務別分配を保留し、商務省より個別に特別免許を付与） |
| 2.1MHz         | Government （連邦政府専用）                                    |
| 2.1-2.3MHz     | Reserve （業務別分配を保留し、商務省より個別に特別免許を付与） |
| 2.3MHz         | Government （連邦政府専用）                                    |
| 2.3MHz以上     | Reserve （業務別分配を保留し、商務省より個別に特別免許を付与） |

この第二回国内無線会議の新勧告案を受けて、1923年5月15日より商務省電波局は以下の新放送バンドを施行した。
- クラスB（500Wを超え1KW以下）：550-800kHz、870-1,000kHz[注釈 20]
- クラスA（出力500W以下）：1,000-1,350kHz

KDKAはピッツバーグ市内の4つの教会から毎週交代で日曜礼拝を中継していたが、少なくともポイント・ブリーズの長老派教会では、短波の「Reserved」帯の許可を受けて、短波中継回線を実用化している。

#### アマチュア無線から放送を保護
ラジオ放送が普及するにつれて、1,500kHzで運用されていたアマチュア無線の電波が一般家庭のラジオ受信機に混信を与えることが社会問題化していた。1923年6月28日、商務省電波局はそれまで単波免許だったアマチュア業務に対し1,500-2,000kHzの帯域免許を与えると同時に、平日の20:00-22:30および日曜午前の礼拝タイムの運用を禁止する規則改正を告示し、即日施行した。仕事や学校のあと、夕食を済ませてから無線交信を楽しんでいたほとんどのアマチュア無線家には大きな痛手となったが、この規則改正によりラジオ受信機へのアマチュア無線の混信トラブルは急減した。

### 短波中継機8XSの開発と試験
1922年6月、コンラッドらはピッツバーグのKDKAから180kmほど離れたエリー湖南岸のクリーブランドへ短波で同時送信して、そこから中波で再送信することを決めた。クリーブランドにはKDKAの中波360m（周波数833kHz）の電波がほとんど届かないからだ。
クリーブランドよりもっと離れているのに良好に受信できる地点もあることから、ウェスティングハウスの技術陣にはこれら受信不良エリアの解消を会社から求められていたのである。この中継のためにコンラッドは250Wの真空管4本パラレルの波長80-91m（周波数3.3-3.75MHz）自励発振器を組み立て、AM変調器には同じ250Wの真空管5本を使った。
1922年9月1日、ウェスティングハウス電気製造会社を名義人とする新しい実験局8XSの、送信機の試験調整がはじまった。工場の屋上に太い銅管式の垂直型アンテナを建てて約800Wをアンテナに供給できた。周波数安定度が一番の課題であり、工場の製造ラインとは別に専用電源を設け、さらに周囲の振動を吸収するスプリング付き架台に送信機を載せるなどの苦労があった。
1922年10月27日の20時から2時間、KDKAの音声ラインを分岐して、短波中継機8XSに流し込んだ。これがKDKAの番組音声を実際に短波で送り出した最初である。
しかし想定外に変調音が歪んでしまい、その対策に悩まされ続けた。この伝搬試験は1923年1月まで続けられ、昼間は波長80m（3.75MHz）が、夜間になると波長91m（3.3MHz）の方が良好であることが分かってきた。

### 8XSによるクリーブランドへの短波中継

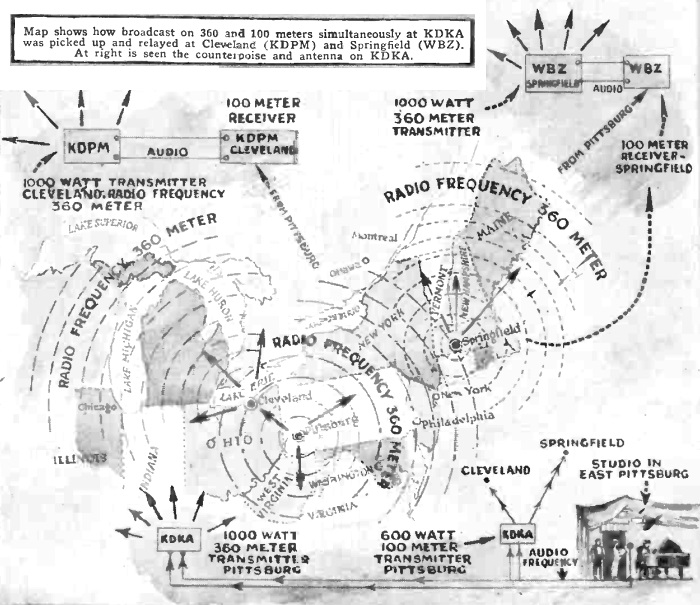
「KDKA-KDPM-WBZ 短波中継回線」　KDKAから3MHz帯の短波でKDPMとWBZへ送られた。(1923)

工場の屋上に立てた実験局8XS（短波中継機）の銅管式垂直アンテナは接地がうまく機能しておらず、工場内の人や機械の動きがアンテナの共振周波数を揺らがせていることが分かった。そこで12ｍ長のゲージ型ワイヤーを平行に2条渡し、その7m下にも同型のものをカウンターポイズとして張り、両者を結ぶ7mの垂直エレメント部の中央から給電する方法とっている。またクリーブランドに中波放送局KDPMを建設中だったが、短波の受信アンテナが風で揺れて、受信レベルに強弱が付くのを防ぐため、室内に一辺2.4mの大型ループアンテナを設置した。
1923年3月4日、8XSによるピッツバーグKDKAからクリーブランドKDPMへの短波中継の実用化試験放送が始まった。なおウェスティングハウス電気製造会社は後述するヘイスティングスKFKXへの中継を「短波中継の実用第一号」としているが、クリーブランドの住民は今まで聞こえなかったKDKAの番組が短波中継により地元KDPMで聞けることを大歓迎している。その意味において、1923年3月4日を「短波中継の実用化の日」と捉えることもできるだろう。
8XSの短波は、遠く640km離れたマサチューセッツ州スプリングフィールドの系列局WBZでも良好に受かったため、そちらへも不定期に中継放送が行われている。東海岸（大西洋）に近いスプリングフィールドWBZは、KDKAからクリーブランドKDPMまでの距離のおよそ3.5倍あった。
コンラッドは全米20都市のアマチュア無線家や受信マニアらに8XSの受信試験を依頼したところ、全員から大変良好と報告が来たため、短波が番組中継に使えることを確信した。

### 大西洋を横断する短波中継計画
1922年5月16日、英国でラジオの試験放送を開始したメトロポリタン・ヴィッカーズ電気会社は元英国ウェスティングハウス電気製造会社である。英国ではマルコーニ科学機器会社のライトル2MTが1922年2月14日に、ロンドン2LOが同年5月11日に定時放送を初めており、メトロポリタン・ヴィッカーズ電気会社のマンチェスター2ZYによる試験放送が5月16日に続いた。
1922年夏、メトロポリタン・ヴィッカーズ電気会社のフレミング（A.P.M. Fleming）は放送技術のノウハウを相談するため、元・親会社であるウェスティングハウス電機製造会社を訪ねた。その際に8XSによる短波中継計画の話を聞いたフレミングは、経験豊かなKDKAの番組をマンチェスター2ZYへ短波中継する事を願ったが、まだこの時点では夢物語だった。
1922年10月18日、英国郵政庁GPOの調停で、英国放送会社BBC（British Broadcasting Company）が誕生。メトロポリタン・ヴィッカーズ電気会社のマンチェスター2ZYはマルコーニ科学機器社のロンドン2LOとともに、新会社BBCへ移管された。
1923年3月4日より始まったクリーブランドKDPMへの短波中継が順調に滑り出した頃、メトロポリタン・ヴィッカーズ電気会社はウェスティングハウス電機製造会社と技術提携を結び、「大西洋横断短波中継」に合意した。そして8XSの短波中継波を英国で受信するために、マンチェスター郊外のチェシャー州アルトリンチャムに短波受信所を建設すると同時に、受けたKDKAの番組を中波で再送信するために中波放送の実験局の開設準備を始めた。

### 8XSの短波が大西洋を横断
世界初の短波による大西洋横断はコンラッドの無線電話で達成された。
1923年9月、短波による大西洋横断試験が始まると、あっけないほど簡単に8XSの短波（周波数3MHz、終段電力1.5KW）がアルトリンチャム受信所で受かった。これまでも深夜になるとアメリカの中波放送を英国で聞くことができたが、短波の方が早い時間帯から聞こえ始めて、さらに火花式無線局（長波）から受ける高調波妨害も遥かに少ないことに、メトロポリタン・ヴィッカーズ電気会社の無線技術者達は驚いた。
1923年10月、短波の6MHzまで動作する10kWの水冷式真空管を開発したコンラッドは、これを2本使った自励発振式送信機（周波数調整範囲：3.0-3.6MHz、空中線電力7KW）を完成させ試験送信を開始した。8XSの短波はさらに強力になり、アルトリンチャム受信所ではフェージングの影響が軽減したにも関わらず、明瞭度は非常に悪かった。やがて搬送波の周波数が変調信号に合わせて揺さぶられていることをつき止め、振動でインダクタンスが変化しないよう配慮した構造の発振コイルや、キャパシタンス変動の少ないコンデンサーを開発したり、送信機全体を載せるスプリング台座の改良などの作業に追われた。

## 賞と栄誉
- モーリス・リーブマン記念メダル (1925)
- エジソン・メダル (1930)
- ジョン・スコット・メダル (1933)
- ランメ・メダル (1936)